# Beinhausen

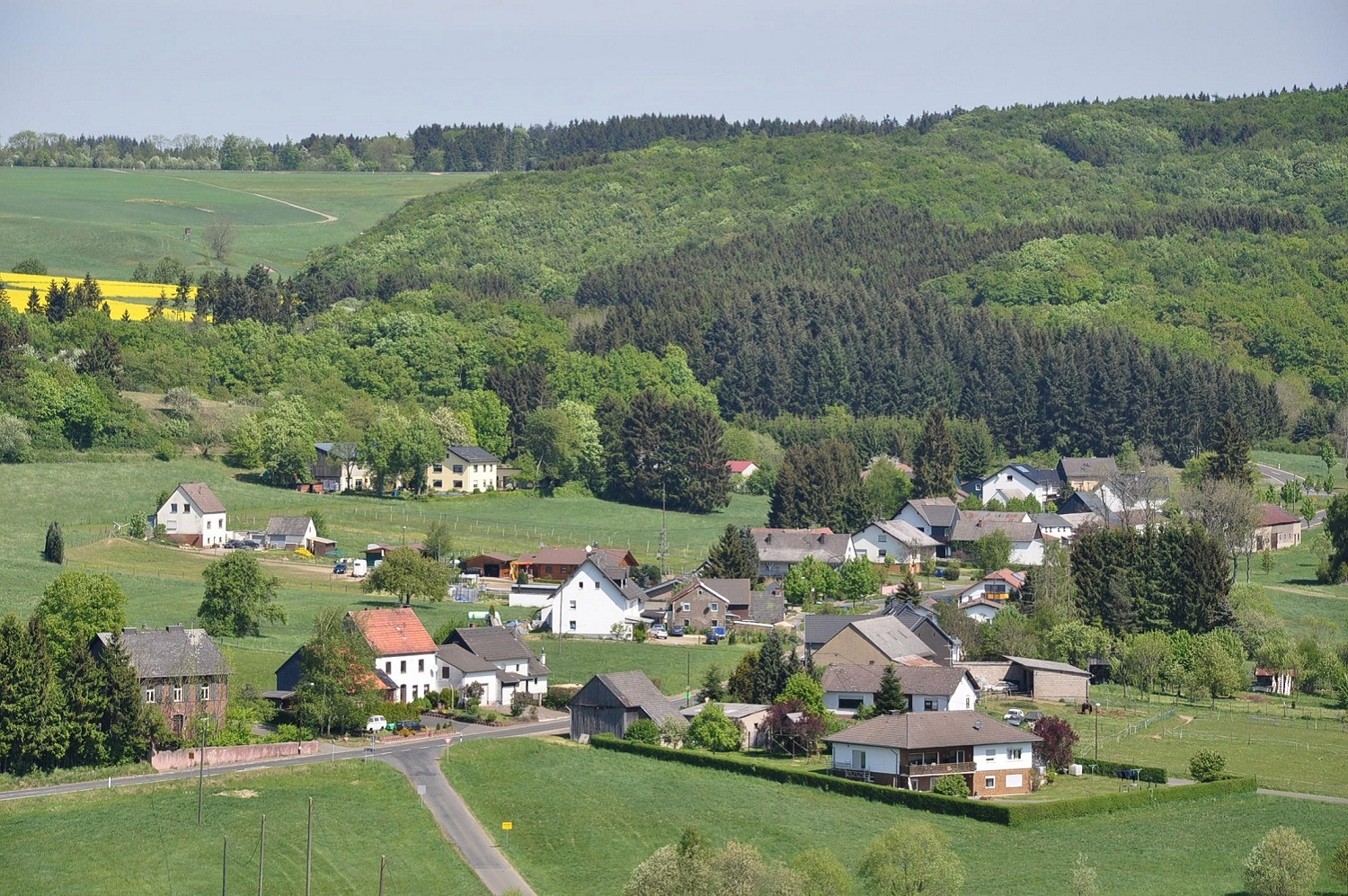
Beinhausen

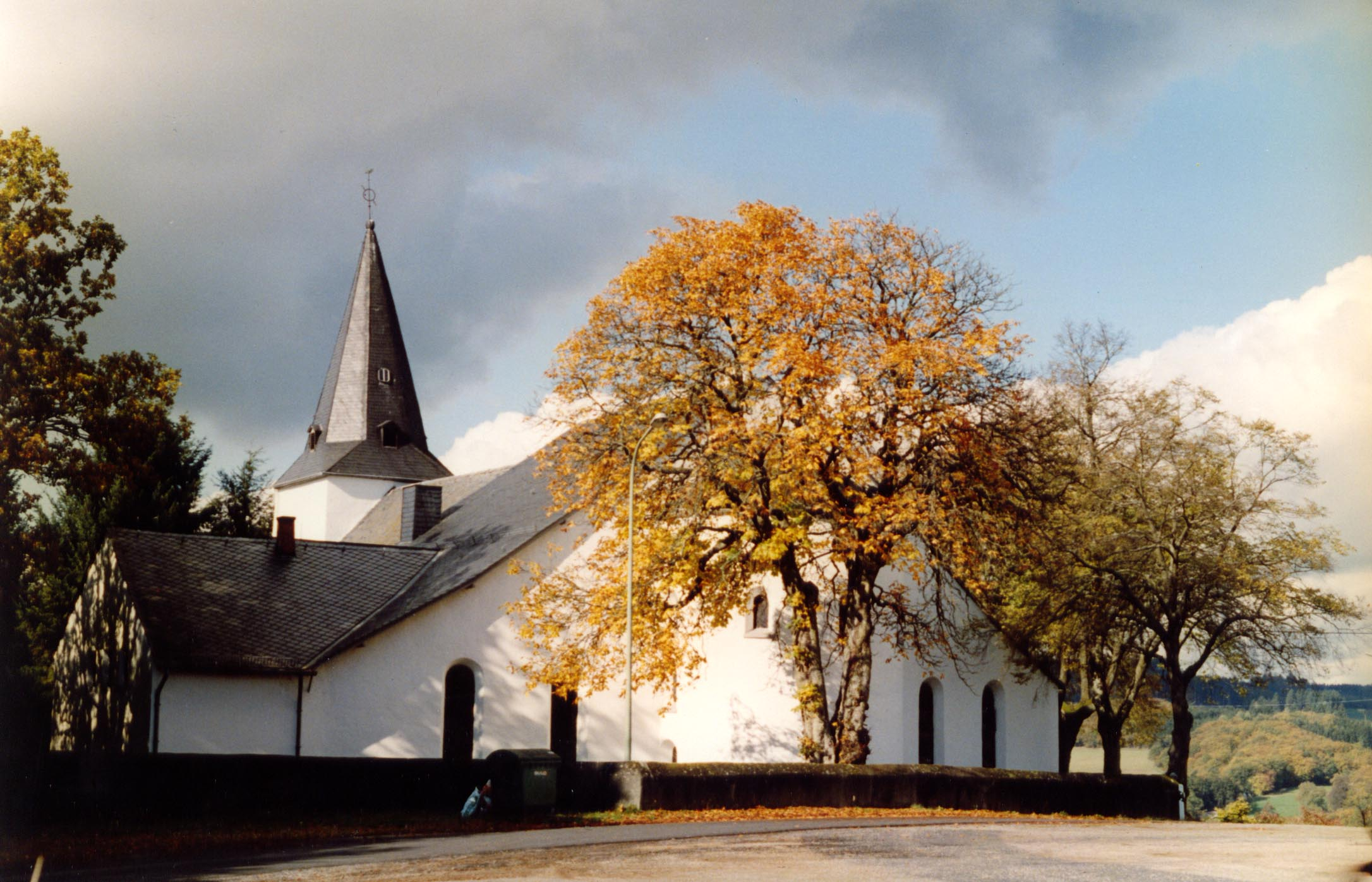
Kirche Hilgerath bei Beinhausen

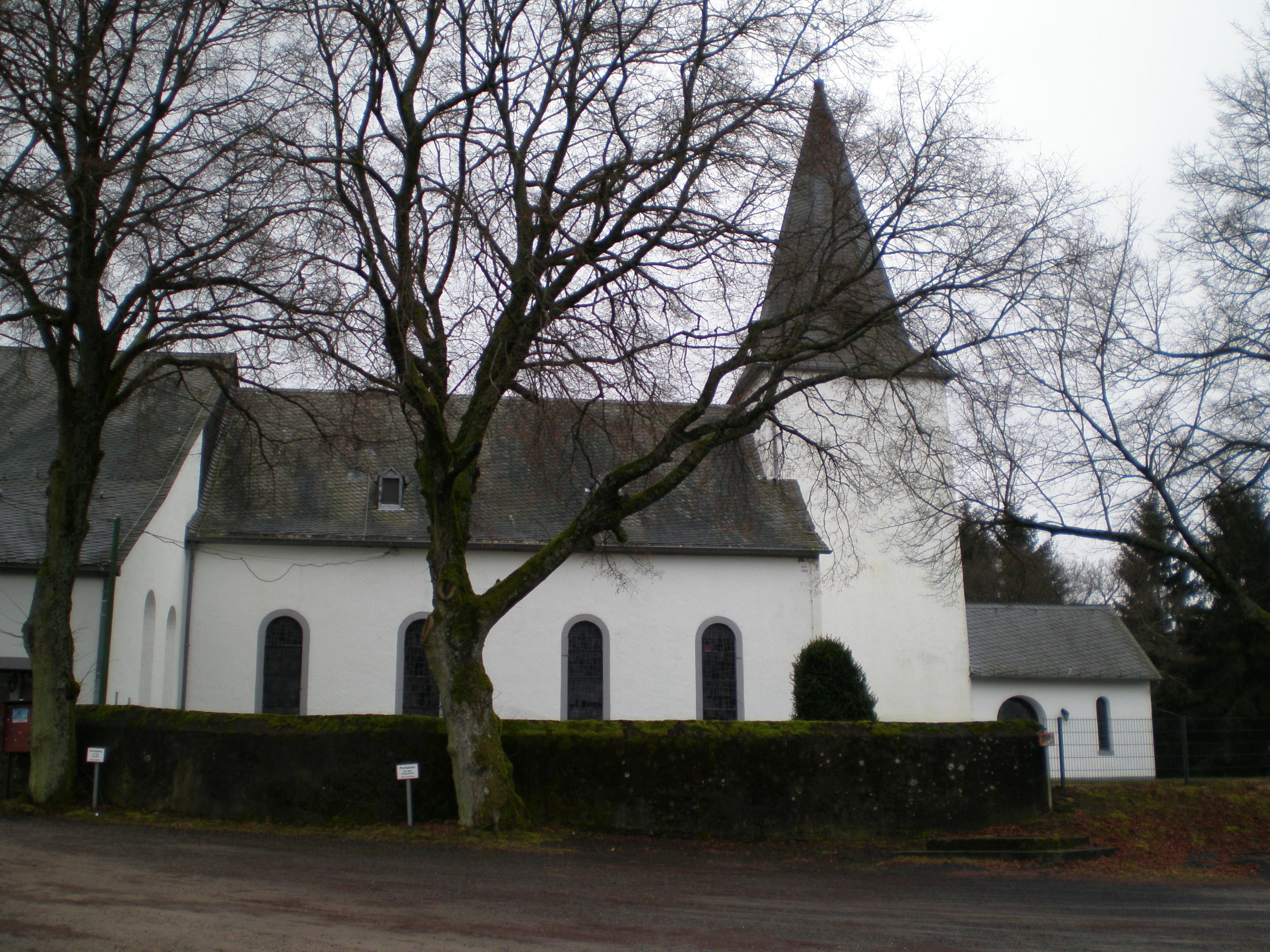
Kirche Hilgerath

Beinhausen ist eine Ortsgemeinde im Landkreis Vulkaneifel in Rheinland-Pfalz. Sie gehört der Verbandsgemeinde Kelberg an.

## Geographische Lage
Der Ort liegt im Naturpark Vulkaneifel zwischen Kelberg und Daun an der Lieser.

## Geschichte
Im Mittelalter gehörte Beinhausen zum Amt Daun im Kurfürstentum Trier. Erstmals Erwähnung findet der Ort in Dokumenten am 10. August 1290 als Beinchenhusen. Später, 1311, ist von einem Beyirhusen die Rede und schließlich werden im Jahre 1504 in einem Kaufvertrag ein gewisser „Clais van Beyhusen“ sowie die „Kirchenmeister von Hilgenrait“ genannt.  Unter preußischer Verwaltung war der Ort Gemeinde in der Bürgermeisterei Sarmersbach.
Im Zuge der kommunalen Neuordnung von Rheinland-Pfalz kam der Ort 1970 zur Verbandsgemeinde Kelberg.
Bevölkerungsentwicklung
Die Entwicklung der Einwohnerzahl von Beinhausen, die Werte von 1871 bis 1987 beruhen auf Volkszählungen:
| Jahr | Einwohner |
| ---- | --------- |
| 1815 | 53        |
| 1835 | 77        |
| 1871 | 89        |
| 1905 | 109       |
| 1939 | 97        |

| Jahr | Einwohner |
| ---- | --------- |
| 1950 | 86        |
| 1961 | 85        |
| 1970 | 87        |
| 1987 | 78        |
| 1997 | 75        |

| Jahr | Einwohner |
| ---- | --------- |
| 2005 | 83        |
| 2011 | 76        |
| 2017 | 77        |
| 2023 | 88        |

## Religion
Beinhausen ist überwiegend katholisch geprägt und ist Pfarrsitz der katholischen Pfarrei St. Hubertus Beinhausen, zu der neben Beinhausen selber, die Dörfer Boxberg, Neichen, Kradenbach, Nerdlen, Sarmersbach und Gefell gehören. Bis zum Beginn des 20. Jahrhunderts gehörte auch Katzwinkel zum Hilgerather Pfarrsprengel. Das Gebiet der Pfarrei Beinhausen wird landläufig auch als Struth bezeichnet.
Mehr als 60 Prozent der Einwohner gehören der Römisch-katholischen Kirche an.

## Politik

### Gemeinderat
Der Gemeinderat in Beinhausen besteht aus sechs Ratsmitgliedern, die bei der Kommunalwahl am 9. Juni 2024 in einer Mehrheitswahl gewählt wurden, und dem ehrenamtlichen Ortsbürgermeister als Vorsitzendem.

### Bürgermeister
Albert Kaltenborn wurde am 2. Juli 2024 erneut Ortsbürgermeister von Beinhausen, nachdem er dieses Amt bereits von 2004 bis 2014 ausgeübt hatte. Da für die Direktwahl am 9. Juni 2024 kein Wahlvorschlag eingereicht wurde, erfolgte die Neuwahl gemäß rheinland-pfälzischer Gemeindeordnung durch den Rat, der sich auf seiner konstituierenden Sitzung für Albert Kaltenborn entschied.
Kaltenborns Vorgängerin Eva Saxler hatte nach der Amtsniederlegung des 2014 gewählten Ortsbürgermeisters Marc Widdig seit September 2018 als Beigeordnete die Amtsgeschäfte geführt und wurde im Juni 2019 vom damaligen Rat zur Ortsbürgermeisterin gewählt. Zur Wahl 2024 trat sie nicht erneut an.

### Wappen
| Wappen von Beinhausen | Blasonierung: „In Silber ein grüner Berg, darin ein silbernes Haus, darüber ein schwarzer, hersehender Hirschkopf mit rotem Kreuz.“ |
| Wappen von Beinhausen | |